# Chris Rankin
Christopher William (Chris) Rankin (Auckland, 8 november 1983) is een Brits acteur. Hij is in Nederland vooral bekend geworden door zijn rol als Percy Wemel in de Harry Potter-films.

## Levensloop
Rankin verhuisde in zijn jeugdjaren met zijn ouders van Australië naar Engeland. Hij is sinds 2000 beroepsacteur en speelde in meerdere films, televisieseries en theaterproducties. Zijn droom werd werkelijkheid toen hij de rol van Percy Wemel, de broer van Harry Potters best vriend Ron Wemel, mocht spelen.

## Filmografie
- Harry Potter en de Relieken van de Dood Deel 2 (2011)
- Harry Potter en de Orde van de Feniks (2007)
- Victoria Cross Heroes (2007)
- Explode, Chapter Two: Into the Fold (2006)
- The Rotters' Club (2005)
- Harry Potter en de Gevangene van Azkaban (2004)
- Harry Potter en de Geheime Kamer (2002)
- Harry Potter en de Steen der Wijzen (2001)